# Эскадренные миноносцы типа «Орфей»
Эскадренные миноносцы типа «Орфей» — тип эскадренных миноносцев, принадлежащие первой серии эскадренных миноносцев типа «Новик», и строившиеся по программе «усиленного» судостроения на 1913—1917 годы (так называемая «большая» судостроительная программа).

## История
Эскадренные миноносцы типа «Орфей» были заказаны по программе «усиленного» судостроения на 1913—1917 годы в числе 36 эсминцев 35 узловой скорости для Балтийского флота. Постройку предварял конкурс эскизных проектов, в котором участвовали 10 фирм, в том числе 2 иностранных.
В основу проекта была заложена спецификация эсминца «Новик»,
13 июня 1912 года на заседании Технического совета Главного Управления кораблестроения лучшим был признан проект эсминцев типа «Счастливый» Путиловского завода. Однако ряд изменений, направленных на увеличение мощности и надёжности энергетической установки, позволил 1 января 1913 года Петербургскому Металлическому заводу получить контракт на создание 8 эсминцев, имеющих отличия в тактико-технических характеристиках с проектом «Счастливый», и получивших название — тип «Орфей».

## Тактико-технические характеристики
Основными отличиями эсминцев типа «Орфей» от прототипа были замена 2-трубных торпедных аппаратов на 3-х трубные (правда, такая замена прошла в ущерб артиллерийскому вооружению) и наличие четырёх паровых котлов, каждый из которых был расположен в отдельном помещении.

### Энергетическая установка
На эсминцах типа «Орфей» были установлены четыре паровых котла «Норман-Вулкан», каждый из которых располагался в отдельном отсеке. Так же, за счёт увеличенной ширине корпуса (на 0,2 метра), на эсминцах данного типа размещалась более мощная энергетическая установка, состоящая из двух паровых турбин «Кертис-АЕГ-Вулкан», дающие на выходе 30 000 л. с., против 23 000 л. с. эсминцев типа «Счастливый».
Помимо увеличенной мощности, турбины «Кертис-АЕГ-Вулкан» имели блокировку маневровых клапанов, что повышало их надежность при эксплуатации.

### Вооружение
Изначально корабли типа «Орфей» несли следующее вооружение:
- Главный калибр: Два 102-мм/60 орудия разработки Обуховского завода (при техническом содействии фирмы «Виккерс»)[4];
- Два 7,62-мм пулемёта;
- Четыре трёхтрубных надводных 457-мм торпедных аппарата (ТА)[5];
- и до 80 мин заграждения.

В 1916 году были добавлены еще два орудия главного калибра (ГК) и зенитная установка, убран один торпедный аппарат. Изначальное зенитную артиллерию составляла 40-мм зенитка, но в дальнейшем на некоторых кораблях данного типа, она была заменена на более совершенную (на 63-мм — на «Победителе» и «Громе»; 76,2-мм зенитная пушка — на «Орфее» и «Забияке»).

## Представители
Все корабли типа «Орфей» были заложены на Усть-Ижорской судоверфи Металлического завода в Санкт-Петербурге, и, после вступления в строй, зачислены в Балтийский флот.
| Название                                           | Заложен     | Спуск      | В строю    | Статус                                                                                        |
| -------------------------------------------------- | ----------- | ---------- | ---------- | --------------------------------------------------------------------------------------------- |
| «Победитель» с 1922 года «Володарский»             | ноябрь 1913 | 23.10.1914 | 25.10.1915 | 27 августа 1941 года подорвался на мине в Финском заливе при переходе из Таллина в Кронштадт. |
| «Забияка» с 1922 года «Урицкий» с 1951 года «Реут» | ноябрь 1913 | 23.10.1914 | 09.11.1915 | Потоплен при испытаниях ядерного оружия 21 сентября 1955 года. Исключён 15 апреля 1956 года.  |
| «Гром»                                             | ноябрь 1913 | 15.06.1915 | 04.05.1916 | 14 октября 1917 года погиб в Моонзундском сражении.                                           |
| «Орфей»                                            | ноябрь 1913 | 15.06.1915 | 04.05.1916 | Исключён в 1931 году.                                                                         |
| «Летун»                                            | ноябрь 1914 | 25.10.1915 | 11.07.1916 | Исключён в 1922 году.                                                                         |
| «Десна» с 1922 года «Энгельс»                      | ноябрь 1914 | 25.10.1915 | 12.08.1916 | 24 августа 1941 года подорвался на мине в Финском заливе.                                     |
| «Азард» с 1922 года «Зиновьев» с 1928 года «Артём» | июль 1915   | 23.05.1916 | 10.10.1916 | 27 августа 1941 года подорвался на мине в Финском заливе при переходе из Таллина в Кронштадт. |
| «Самсон» с 1922 года «Сталин» с 1951 года «ПКЗ-37» | июль 1915   | 23.05.1916 | 21.11.1916 | Исключён в 1956 году.                                                                         |